# Anne Emmanuel von Croÿ

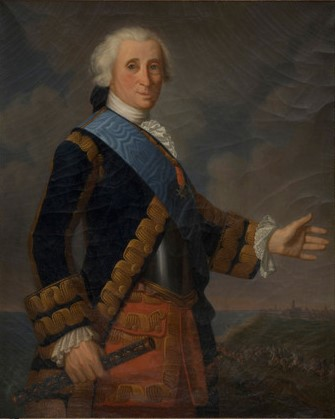
Anne Emmanuel von Croÿ, Porträt eines unbekannten Malers aus dem 18. Jahrhundert

Anne Emmanuel Ferdinand François de Croÿ-Solre (* 10. September 1743 in Paris; † 15. Dezember 1803 in Le Rœulx, Département Jemappes) war 8. (französischer) Herzog von Croÿ, Fürst von Solre in der Grafschaft Hennegau, Reichsfürst und Grand d’Espagne erster Klasse. Als Abgeordneter der Generalstände von 1789 trat er für die Beibehaltung der Monarchie in Frankreich ein.

## Leben

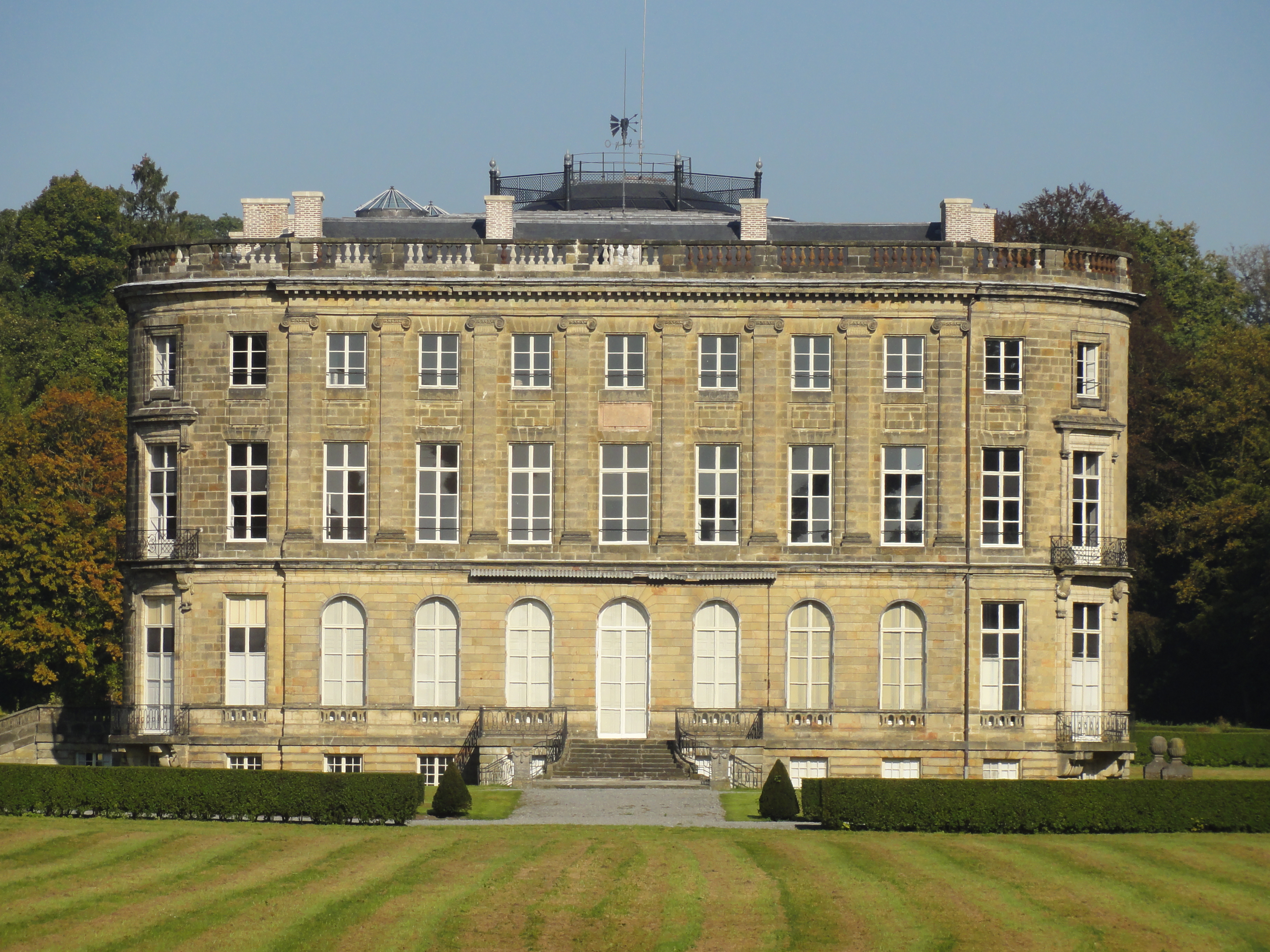
Château de l’Hermitage

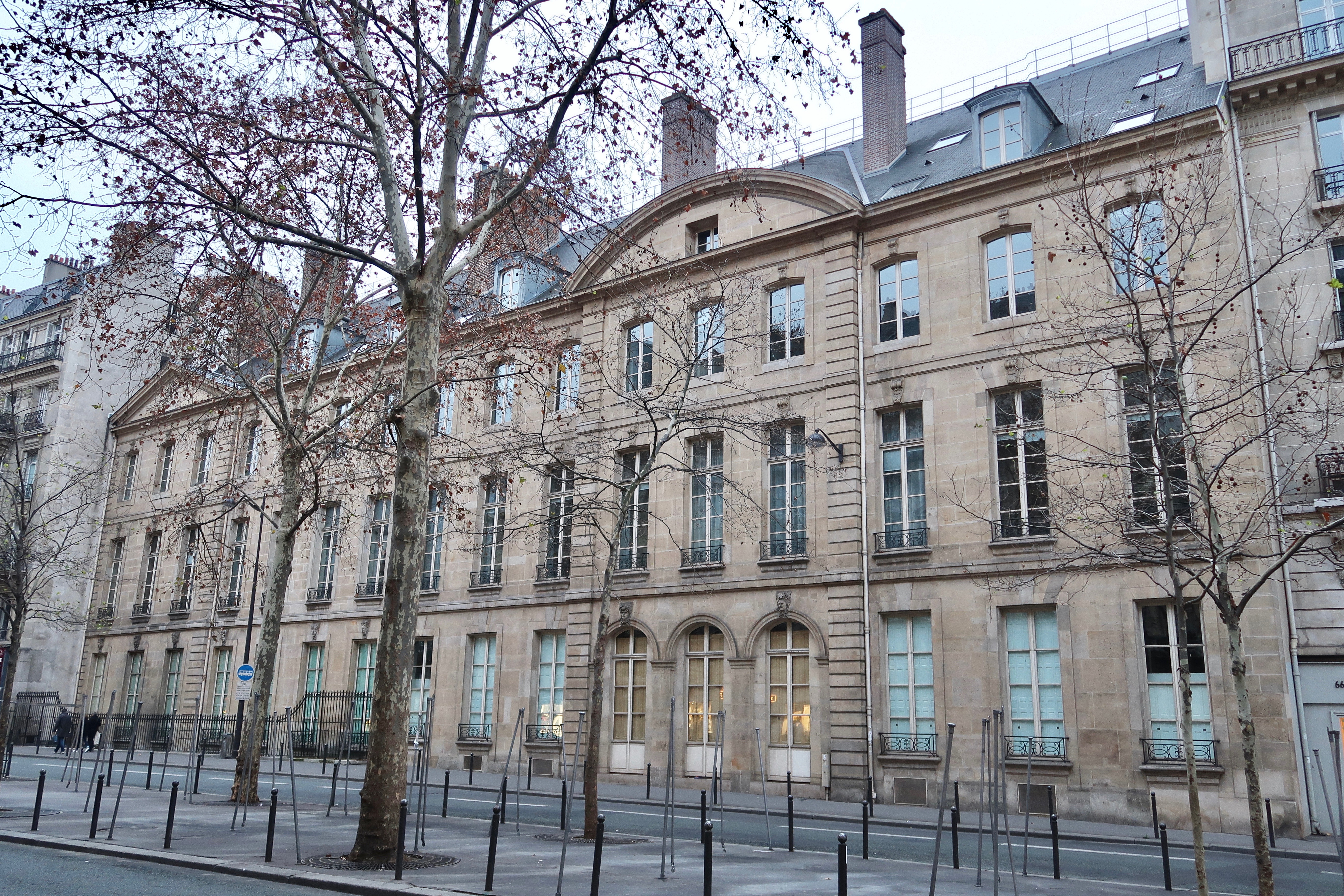
Hôtel de Rothembourg

Anne Emmanuel von Croÿ war Erbprinz des Herzogs Emmanuel von Croÿ aus dessen erster Ehe mit Angélique-Adélaïde d’Harcourt (* 30. August 1719; † 7. September 1744), einer Tochter des Marschalls François d’Harcourt. Anne Emmanuel diente ab 1757 als Musketier der königlichen Garde in den Armeen des Königs von Frankreich. 1760 wurde er zum Colonel der Kavallerie befördert und diente als Mestre de camp des Régiment Royal-Normandie cavalerie. 1780 wurde er zum Brigadier des armées du Roi, 1784 zum Maréchal de camp befördert.
Anne Emmanuel von Croÿ war Bauherr des Château de l’Hermitage im Wald von Bonsecours bei Condé-sur-l’Escaut, das zwischen 1784 und 1789 nach Plänen des Architekten Jean-Baptiste Chaussard (1729–1818) anstelle eines vom Vater geerbten Vorgängerbaus entstand. Nach dem Tod seines Vaters bezog er das Hôtel de Rothembourg in Paris, das er Anfang 1792 wieder verließ, als sich seine Situation im Zuge der Französischen Revolution zuspitzte. Als Revolutionsflüchtling lebte er sodann auf seinen Besitztümern im Hennegau, in den Niederlanden und in Wien.
Vor seiner Emigration, von 1788 bis Ende 1789, war er politisch aktiv gewesen: Ab 1788 Mitglied der Notabelnversammlung, ließ er sich am 19. April 1789 als Adelsvertreter der Ballei von Le Quesnoy (Wahlkreis 313) in die Generalstände von 1789 wählen. Als Vizepräsident der Adelskammer der Generalstände stimmte er am 13. Juni 1789 für die Monarchie. Am 1. Dezember 1789 trat er von seinem politischen Amt zurück. Sein Mandat übernahm Marie-Alexandre-Bonaventure, Baron de Nédonchel (1741–1834).
Anne Emmanuel von Croÿ erhielt nach dem Frieden von Lunéville durch den Reichsdeputationshauptschluss die Grafschaft Dülmen als Entschädigung für von Frankreich annektierte Besitztümer links des Rheins zugesprochen. Die Besitzergreifung der Grafschaft Dülmen lag in den Händen seines Sohns und Erben Auguste Philippe von Croÿ. Er selbst starb im Dezember 1803 im Alter von 60 Jahren auf Schloss Rœulx.
Anne Emmanuel von Croÿ war Ritter des Ordre royal et militaire de Saint-Louis (1771) und Ritter des Ordens vom Heiligen Geist (1786).

## Ehe und Nachkommen

Auguste Friederike zu Salm-Kyrburg, 1781 gemalt von Élisabeth Vigée-Lebrun, Schwedisches Nationalmuseum

Anne Emmanuel von Croÿ heiratete am 11. Oktober 1764 in Paris Auguste Friederike zu Salm-Kyrburg (* 13. September 1747 in Aachen; 17. April 1822 in Brüssel), eine Tochter des Fürsten Philipp Joseph zu Salm-Kyrburg. Aus seiner Ehe gingen sechs Kinder hervor:
- Auguste Louis Philippe Emmanuel de Croÿ (* 3. Dezember 1765 in Paris; † 19. Oktober 1822 in Condé-sur-l’Escaut), 9. Herzog von Croÿ, Herr von Dülmen, Reichsfürst und Grand d’Espagne, Pair von France (1814), Duc-pair héréditaire (1817)
- Emmanuel Marie Maximilien von Croÿ (* 7. Juli 1768 in Paris; † 24. Januar 1848 ebenda), Fürst von Solre, ⚭ Adélaïde von Croÿ (1768–1846)
- Louis Charles von Croÿ (* 19. Dezember 1769 in Paris; † 1795), Prinz von Croÿ, Offizier in der Armee des Königs von Spanien
- Charles Maurice von Croÿ (* 30. Juli 1771 in Paris; † 16. Januar 1841), Prinz von Croÿ, Offizier in der Armee des Königs von Bayern
- Gustav Maximilian von Croÿ (* 12. September 1773 in Condé-sur-l’Escaut; † 1. Januar 1844 in Rouen), Priester, Domherr in Straßburg (1817–1823), Erzbischof von Rouen (1824–1844), Kardinal (1825), Großalmosenier von Frankreich (1821–1830), Pair von Frankreich (1822)
- Amédée Louis von Croÿ (* 7. Mai 1777 in Paris; † 1. November 1832), Prinz von Croÿ, Offizier in der österreichischen Armee